# Roots (青山なぎさのアルバム)
『Roots』（ルーツ）は、日本の声優である青山なぎさの1枚目のミニ・アルバム。
2025年8月6日にLaunch Vehicleからリリースされ、プロデューサーと作詞は青山、サウンドプロデューサーは木原良輔が担当した今作は、シンガーとしてのルーツをテーマに制作された作品で、デジタル・シングルとしてリリースされた「時が止まればいいのに」と「ヴィクトリア〜勝利への扉〜」を含めた全7曲が収録されている。

## 制作
本作のプロデューサーは、前年にリリースされたオリジナル・アルバムである『解放』に引き続き青山が担当している。今作が制作された経緯として、『解放』がリリースし、全曲を通して青山自身が作詞を手がけたことで「改めて“音楽が好き！”と感じました」と振り返ったうえで、11月4日に豊洲PITにて行われたライヴ「青山なぎさ 1st LIVE 『KAIHOU』」を開催した時期に、IVEをきっかけに、青山が“初めて韓国アイドルにハマった”と思ったという。だが、青山は小学生の時にKARAにハマり、新大久保にポスターを買ったりしていたことを思い出したことで「そこでずっと忘れていた記憶が蘇ってきて、“だったら音楽で過去の人生をたどってみるのはどうかな？”、“過去の人生を今の私の楽曲に落とし込めると面白いんじゃないかな？”と思ったんです」ととしたうえで「“だったら『Roots』というタイトルがいい”と思って」としたうえで、「ファンの皆さんに自分のルーツを知ってもらいたい気持ちもあり、原点や軌跡を意識した一作にしたいと思いました」と語っている。
2024年12月に楽曲のラインナップを決め、2025年1月に選曲する流れで、本作の制作が開始された。制作に取りかかるうえで青山は、歌詞の中に私の経験を落とし込み、今まで自身が好きだった音楽を、年代ごとにどんな楽曲が好きだったかなっていうのを書き出し「それに合った楽曲を、音楽だけ聴いて、この頃にこんな楽曲を聴いてたなとか。じゃあこの楽曲にしようみたいな感じで、本当に人生の中で選んできた道のりを楽曲に入れていこうと思って作った」と懐古している。その中で、青山が幼少期のころから、小学生・中学生・大学生で大まかなところでジャンル分けし、そのときに青山の中で印象に残っている出来事を楽曲に入れたという。

## 音楽性

### 「夏の夢」
今作のリード曲であるこの楽曲は、夏フェスや野外イベントで盛り上がれるよう意識している。内容は、自身が高校生のときにバレーボール部だった頃に感じた葛藤を描いているが、青山は「仕事だったりいろんなことでの葛藤に当てはめられる楽曲になったと思っています」と語っている。

### 「ヴィクトリア〜勝利への扉〜」
2025年4月11日にデジタル・シングルとしてリリースされた今作は、自身が小中学生の頃にアニメにどハマりしていた時期がルーツにして制作され、青山は「とにかくアニソン的な楽曲を作りたかったし、歌いたい。そんな私の願望を形にしました」としたうえで「歌詞ではファンの方を想っています。特に、2番の『もう、イエスマンはやめたんだ』からの一節は、ファンの方への応援ソングになるように…という想いで書きました。私のファンの方はやさしい方が多くて、仕事とかでめげそうになっていても、SNSで“めげそうになったけど、なぎちゃんの曲を聴いて励まされた”とか、報告してくれたりするんです。だったら、そういう人たちの背中が押せるような曲が作りたいと思って書きました」と語っている。

### 「OAO」
楽曲のタイトルである「OAO」は、英語圏で『One And Only』を意味するスラングから引用し、作詞は青山の楽曲としては初めて共作という形で制作された。青山は、以前から共作に挑んでみたいという願望があり、今回実現した形となった。当初は、青山のみで作詞を手がけていたものの、今作の製作段階へ進んでいく中で「新しい考え方や書き方も学んでみたくて、『ぜひ勉強させていただきたいです』と自分からお願いして、今回実現することができました」としたうえで、「私のボキャブラリーだけでは生まれてこない表現もあって、新しい発見ができました。そういった面でも、挑戦させていただいた楽曲です」と語っている。

### 「モントレゾール」
楽曲のタイトルである「モントレゾール」は、フランス語で『私の宝物』を意味する単語で、自身が幼少期にクラシックバレエを習っていた際、スタジオで流れていたフリッツ・クライスラーの「愛の喜び」をサンプリングした楽曲となっており、バレエでよく使用される3拍子を取り入れている。青山は「過去の大切な思い出が詰まった楽曲にもなっています」としたうえで「歌詞は、今でも宝物ボックスにしまってある宝物目線です。“過去にはこんないい思い出があったよね、つらいことがあったら私のことを思い出してね、忘れないでね”っていう…」とコメントしている。

### 「時が止まればいいのに」
2024年12月6日にデジタル・シングルとしてリリースされた今作は、恋愛体質な主人公をテーマにしたメンヘラソングとなっている。制作した経緯として、青山は「もちろん私が体験したことではないです」と前置きしたうえで、「寒い季節に聴きたくなるような明るくてキラキラしたサウンドの曲を歌ってみたいなと思い、1stアルバム（解放）に収録されている楽曲とは違う系統の曲にしてみました」と語っている。
作詞をする際、青山は「シティポップでノリやすい楽曲とは裏腹に、深読みするとちょっと怖く感じられるようなメンヘラ感のある歌詞にしてみました。寝ても覚めても一緒にいたい、時が止まればいいのに、という純粋な気持ちがエスカレートしていき、相手に依存している人をイメージしながら作詞していたので、1人でニヤニヤしていました」としたうえで「基本的にベッドに寝っ転がりながら考えているのですが、2番のラップパートはどうしようか迷い、リビングでソファに座りながら悩んでいました。そのときに、飼っているセキセイインコが鳥籠の中で『おやすみ』とお喋りしていて、そのシュチュエーションいいかも！と思い『鳥籠』という言葉を歌詞にいれてみました。キャッチーなメロディーで自然と身体が揺れるような楽曲なので、寒い夜に曲に合わせて歩きながら聴くと身体も温まって良さそうです」と語っている。

### 「MISSION」
青山が大学生のときにアカペラ・サークルに所属していた際、ホーンの壮大なサウンドにハマっていた心情を反映させました楽曲となっている。当時、アカペラ・サークルではボーカルのアレンジをすることもあり、コーラス風に使っていたフレーズを取り入れているという。歌詞の内容は、ミュージカルのチケット争奪戦でのファンと運営サイドの駆け引きを恋愛に落とし込んだとしたうえで「当時の私が実際にそうだったんですけど、ファンと運営の心理戦みたいな」と語っている。

### 「余韻」
5曲目の「時が止まればいいのに」のアンサーソングとなっており、主人公が恋人と別れた後の後悔が描かれているため、歌詞に同じワードが使われている。青山は「1stアルバム（解放）のときに、1曲ピアノ1本のバラードを書いたんですけど、壮大な感じの楽曲のバラードをやりたいなって思って、この曲を作らせていただいて。歌詞も最初はこの曲はどっちかっていうと優しい感じ、幸せな気持ちになるような楽曲を書こうかなって思ってやってたんですけど。書いているうちに切ない感情が生まれてきて」と振り返っており、今作の収録曲の中で、青山が気に入っているという。

## プロモーション
本作を引っ提げたリリースイベントが、2025年5月5日から福岡を皮切りに、アルバムリリース当日である8月6日まで行われた。日程は、以下の通り。
| 日程          | 都道府県 | 会場                                                                 | 内容                  | 備考 |
| ------------- | -------- | -------------------------------------------------------------------- | --------------------- | ---- |
| 2025年5月5日  | 福岡県   | キャナルシティ博多 B1F ムーンウォーク CD特設販売ブース               | CD予約特典抽選会      |      |
| 2025年5月16日 | 神奈川県 | 横浜ランドマークホール 物販会場                                      | CD予約特典抽選会      |      |
| 2025年6月15日 | 兵庫県   | 阪急西宮ガーデンズ 本館4階スカイガーデン 木の葉のステージ            | ミニライブ&特典抽選会 |      |
| 2025年7月21日 | 愛知県   | アスナル金山 明日なる！広場                                          | ミニライブ&特典抽選会 |      |
| 2025年8月6日  | 東京都   | TOWER RECORDS mini ダイバーシティ東京 プラザ店 2F フェスティバル広場 | ミニライブ&特典抽選会 |      |

## ライヴツアー
本作を引っ提げたライヴツアー「青山なぎさ2nd LIVE TOUR『Roots』」が大阪を皮切りに、名古屋、東京の全3か所で開催予定。日程は、以下の通り。
| 日程           | 都道府県 | 会場                  | 備考 |
| -------------- | -------- | --------------------- | ---- |
| 2025年8月24日  | 大阪府   | GORILLA HALL OSAKA    |      |
| 2025年8月30日  | 愛知県   | THE BOTTOM LINE       |      |
| 2025年10月13日 | 東京都   | Zepp DiverCity(TOKYO) |      |

## リリース
本作は2025年8月6日にLaunch Vehicleから、CDに加え、リード曲である「夏の夢」のミュージック・ビデオとメイキング映像が収録されたMカードにトレーディングカードが同梱されている初回限定盤と、CDのみの通常盤の2形態でリリースされた。

## チャート成績
オリコンチャートの週間アルバムランキングにおいて、推定3,969枚を売り上げ週間16位にチャートインした。
Billboard JapanのTop Albums Salesにおいて、推定4,284枚を売り上げ週間13位にチャートインした。

## 収録曲
| #         | タイトル                       | 作詞                             | 作曲                        | 編曲      | 時間  |
| --------- | ------------------------------ | -------------------------------- | --------------------------- | --------- | ----- |
| 1.        | 「夏の夢」                     | 青山なぎさ                       | 津波幸平                    | 津波幸平  | 3:31  |
| 2.        | 「ヴィクトリア〜勝利への扉〜」 | 青山なぎさ                       | フワリ                      | フワリ    | 3:15  |
| 3.        | 「OAO」                        | 青山なぎさ Yumika Kondo TSINGTAO | Yumika Kondo TSINGTAO       | TSINGTAO  | 3:05  |
| 4.        | 「モントレゾール」             | 青山なぎさ                       | 塚田耕平                    | 塚田耕平  | 3:07  |
| 5.        | 「時が止まればいいのに」       | 青山なぎさ                       | 田辺望 Yuqui-lah 奈良ひより | 田辺望    | 3:13  |
| 6.        | 「MISSION」                    | 青山なぎさ                       | NOVECHIKA 吉村隆行          | 吉村隆行  | 3:57  |
| 7.        | 「余韻」                       | 青山なぎさ                       | 渡辺摩亜耶                  | 秋浦智裕  | 4:31  |
| 合計時間: | 合計時間:                      | 合計時間:                        | 合計時間:                   | 合計時間: | 24:39 |

## 参加ミュージシャン
| 夏の夢 - All Other Instruments & Programming : 津波幸平 ヴィクトリア〜勝利への扉〜 - Guitar : たいちょう - All Other Instruments : フワリ OAO - All Other Instruments & Programming : TSINGTAO モントレゾール - All Other Instruments & Programming : 塚田耕平 | 時が止まればいいのに - Guitar : 小木岳司 - All Other Instruments : 田辺望 MISSION - Electric Guitar : 石口侑弥 - Electric Bass : 神林亮太 - All Other Instruments & Programming : 吉村隆行 余韻 - All Other Instruments & Programming : 秋浦智裕 |

## リリース日一覧
| 地域 | 日付         | 規格                                  | 規格品番  | レーベル       | 形態       |
| ---- | ------------ | ------------------------------------- | --------- | -------------- | ---------- |
| 世界 | 2025年8月6日 | デジタル・ダウンロード ストリーミング | N/A       | Launch Vehicle | N/A        |
| 日本 | 2025年8月6日 | CD+Mカード                            | LVNA-1005 | Launch Vehicle | 初回限定盤 |
| 日本 | 2025年8月6日 | CD                                    | LVNA-1006 | Launch Vehicle | 通常盤     |

## タイアップ
| # | 曲名                     | タイアップ                                         | 出典   |
| - | ------------------------ | -------------------------------------------------- | ------ |
| 5 | 「時が止まればいいのに」 | BS11『アニゲー☆イレブン！』2月度エンディングテーマ | [ 15 ] |